# Monsieur Brecht
Monsieur Brecht est un album de la chanteuse française d'origine polonaise, Anna Prucnal.

## Liste des titres
1. Du pauvre b.b.
2. Die Moritat von Mackie Messer (La complainte de Mackie le surineur - de L'Opéra de quatr' sous)
3. Seeraüber-Jenny (Jenny des corsaires - extrait de L'Opéra de quatr' sous)
4. Ballade von den seeraübern (Ballade des pirates - extrait de Happy end)
5. Der Matrosen Song (Le Chant des matelots - extrait de Happy end)
6. Kleines Lied (La Petite chanson)
7. Benares Song
8. Bilbao-Song (de Happy end)
9. Nana's Lied (Lied eines freuden Mädchen)
10. Das Lied von Surabaya-Johnny (de Happy end)
11. La fille noyée (Die Ballade vom ertrunkenen Mädchen)
12. Das Liebeslied (l'amour dure ou ne dure pas - extraits de L'Opéra de quatr' sous)
13. Der Barbara Song (de L'Opéra de quatr' sous)
14. Comme on fait son lit, on se couche (Denn wie man sich bettet so liegt man)
15. Alabama-song (de Grandeur et décadence de la ville de Mahagonny)
16. Ballade von der "Judenhure" Marie Sanders (La ballade de Marie Sanders, la putain à juifs)
17. Das Lied von Weib des Nazisoldaten (La chanson de la femme du soldat nazi)
18. Lied von der grossen Kapitulation (La chanson de la grande capitulation)
19. A une époque où règne la confusion... (extraits)